# From Hell with Love
From Hell with Love je druhé studiové album powermetalové hudební skupiny Beast in Black. Plánované datum vydání je oznámeno na 8. února 2019 prostřednictvím společnosti Nuclear Blast. Autorem přebalu desky je umělec Roman Ismailov. Práce na albu začaly už na začátku roku 2018, velká část nahrávání pak proběhla ve studiu Sound Quest Studio v létě téhož roku ve volném čase mezi vystupováním na letních festivalech. Desku produkoval sám kytarista skupiny Anton Kabanen, jenž je též autorem všech písní na desce. Kabanen při psaní alba textově vycházel z animovaných seriálů z osmdesátých a devadesátých let minulého století.
Deska se umístila na šesté pozici v německé hitparádě Media Control Charts a v pro skupinu domácím Finsku debutovala dokonce na první příčce. V první desítce se pak umístila ještě ve švýcarském žebříčku Schweizer Hitparade, konkrétně na osmém místě. Následně obsadila další příčky v několika ostatních evropských hitparádách, včetně Česka (hitparáda IFPI), kde se dostala v prvním týdnu prodejů na 48. místo. V USA a Kanadě se pak deska probojovala do některých žebříčků na nové interprety či metalovou a rockovou hudbu.

## Seznam skladeb
Všechny skladby napsal(i) Anton Kabanen, není-li uvedeno jinak. 
| Pořadí         | Název                                 | Hudba                                            | Text                           | Délka |
| -------------- | ------------------------------------- | ------------------------------------------------ | ------------------------------ | ----- |
| 1.             | Cry Out for a Hero                    | Kabanen                                          | Kabanen, Paolo Ribaldini       | 3:28  |
| 2.             | From Hell with Love                   |                                                  |                                | 3:55  |
| 3.             | Sweet True Lies                       |                                                  |                                | 3:27  |
| 4.             | Repentless                            | Kabanen                                          | Kabanen, Ribaldini             | 4:02  |
| 5.             | Die by the Blade                      |                                                  |                                | 3:15  |
| 6.             | Oceandeep                             |                                                  |                                | 5:46  |
| 7.             | Unlimited Sin                         |                                                  |                                | 3:34  |
| 8.             | True Believer                         | Kabanen                                          | Kabanen, Ribaldini             | 3:28  |
| 9.             | This Is War                           | Kabanen                                          | Kabanen, Ribaldini             | 3:39  |
| 10.            | Heart of Steel                        | Kabanen                                          | Rinaldini                      | 4:23  |
| 11.            | No Surrender                          | Kabanen                                          | Kabanen, Ribaldini             | 4:15  |
| 12.            | Killed by Death (Motörhead cover)     | Lemmy, Michael Burston, Pete Gill, Phil Campbell | Lemmy, Burston, Gill, Campbell | 3:52  |
| 13.            | No Easy Way Out (Robert Tepper cover) | Robert Tepper                                    | Tepper                         | 4:05  |
| Celková délka: | Celková délka:                        | Celková délka:                                   | Celková délka:                 | 51:09 |

## Sestava
- Yannis Papadopoulos – zpěv
- Anton Kabanen – kytara, zpěv
- Kasperi Heikkinen – kytara
- Mate Molnar – baskytara
- Atte Palokangas – bicí

Technická podpora
- Emil Pohjalainen – mastering
- Roman Ismailov – přebal alba
- Jarmo Katila, Toni Kaplinen – fotografie